# Uruguai nos Jogos Olímpicos de Verão de 2008
O Uruguai competiu nos Jogos Olímpicos de Verão de 2008, em Pequim, na China.

## Desempenho

### Atletismo
Masculino
| Atletas             | Evento     | Preliminares | Preliminares | Quartas     | Quartas     | Semifinal   | Semifinal   | Final       | Final       |
| Atletas             | Evento     | Marca        | Posição      | Marca       | Posição     | Marca       | Posição     | Marca       | Posição     |
| ------------------- | ---------- | ------------ | ------------ | ----------- | ----------- | ----------- | ----------- | ----------- | ----------- |
| Heber Viera         | 200 metros | 20s93        | 34º          | Não avançou | Não avançou | Não avançou | Não avançou | Não avançou | Não avançou |
| Andrés Bayron Silva | 400 metros | 46s34        | 41º          | Não avançou | Não avançou | Não avançou | Não avançou | Não avançou | Não avançou |

Feminino
| Atletas        | Evento     | Preliminares | Preliminares | Semifinal   | Semifinal   | Final       | Final       |
| Atletas        | Evento     | Marca        | Posição      | Marca       | Posição     | Marca       | Posição     |
| -------------- | ---------- | ------------ | ------------ | ----------- | ----------- | ----------- | ----------- |
| Marcela Britos | 800 metros | 2m08s98      | 35º          | Não avançou | Não avançou | Não avançou | Não avançou |

### Ciclismo de pista
Masculino
| Atleta         | Evento             | Pontos/Voltas | Posição |
| -------------- | ------------------ | ------------- | ------- |
| Milton Wynants | Corrida por pontos | 5/0           | 16º     |

### Natação
Masculino
| Atleta(s)         | Evento      | Eliminatórias | Eliminatórias | Semifinal   | Semifinal   | Final       | Final       |
| Atleta(s)         | Evento      | Tempo         | Posição       | Tempo       | Posição     | Tempo       | Posição     |
| ----------------- | ----------- | ------------- | ------------- | ----------- | ----------- | ----------- | ----------- |
| Francisco Picasso | 50 m livre  | 23s01         | 51º           | Não avançou | Não avançou | Não avançou | Não avançou |
| Martín Kutscher   | 100 m livre | 50s08         | 42º           | Não avançou | Não avançou | Não avançou | Não avançou |
| Martín Kutscher   | 200 m livre | 1m49s61       | 36º           | Não avançou | Não avançou | Não avançou | Não avançou |

Feminino
| Atleta(s)           | Evento          | Eliminatórias | Eliminatórias | Semifinal   | Semifinal   | Final       | Final       |
| Atleta(s)           | Evento          | Tempo         | Posição       | Tempo       | Posição     | Tempo       | Posição     |
| ------------------- | --------------- | ------------- | ------------- | ----------- | ----------- | ----------- | ----------- |
| Antonella Scanavino | 100 m borboleta | 1m04s28       | 48º           | Não avançou | Não avançou | Não avançou | Não avançou |

### Remo
Masculino
| Equipe                                    | Evento           | Eliminatórias | Eliminatórias | Repescagem | Repescagem | Quartas | Quartas  | Semifinal | Semifinal | Final   | Final    |
| Equipe                                    | Evento           | Tempo         | Posição       | Tempo      | Posição    | Tempo   | Posição  | Tempo     | Posição   | Tempo   | Posição  |
| ----------------------------------------- | ---------------- | ------------- | ------------- | ---------- | ---------- | ------- | -------- | --------- | --------- | ------- | -------- |
| Leandro Salvagno                          | Skiff simples    | 7m52s53       | 4º Q          |            |            | 7m26s85 | 6º S C/D | 7m32s83   | 4º FD     | 7m04s13 | 1° (19º) |
| Rodolfo Collazo Tourn Ángel Javier García | Skiff duplo leve | 6m25s86       | 4º R          | 6m46s98    | 3º S C/D   |         |          | 6m33s49   | 2º FC     | 6m30s61 | 3º (15º) |

### Tiro
Feminino
| Atleta          | Evento                | Qualificação | Qualificação | Final       | Final       | Posição |
| Atleta          | Evento                | Placar       | Posição      | Placar      | Total       | Posição |
| --------------- | --------------------- | ------------ | ------------ | ----------- | ----------- | ------- |
| Carolina Lozado | Pistola de ar de 10 m | 367          | 43º          | Não avançou | Não avançou | 43º     |

### Vela
Masculino
| Atleta           | Evento | Regata | Regata | Regata | Regata | Regata | Regata | Regata | Regata | Regata | Regata | Regata  | Pontos | Posição |
| Atleta           | Evento | 1      | 2      | 3      | 4      | 5      | 6      | 7      | 8      | 9      | 10     | M       | Pontos | Posição |
| ---------------- | ------ | ------ | ------ | ------ | ------ | ------ | ------ | ------ | ------ | ------ | ------ | ------- | ------ | ------- |
| Alejandro Foglia | Laser  | 12     | 27     | 33     | 7      | 36     | 4      | 6      | 26     | 18     |        | Não av. | 133    | 17º     |

### Remo
| S | Classificado(a) para as semifinais |    |                        | FA | Final A (disputa de medalhas) |  |  | FD | Final D (sem medalhas) |
| Q | Classificado(a) para as quartas    | FB | Final B (sem medalhas) | FE | Final E (sem medalhas)        |  |  |    |                        |
| R | Classificado(a) para a repescagem  | FC | Final C (sem medalhas) | FF | Final F (sem medalhas)        |  |  |    |                        |

### Vela
| M   | Regata da Medalha da qual só participam os dez primeiros colocados das regatas anteriores  |  |  | CAN | Regata cancelada |
| BFD | Desclassificado por bandeira preta (Black Flag Disqualified)                               |  |  |     |                  |
| UFD | Desclassificado por bandeira "U" (U Flag Disqualified)                                     |  |  |     |                  |
| OCS | Largada queimada (On the Course Side of the starting line)                                 |  |  |     |                  |
| DNE | Desclassificação sem eliminação (infração a um item do regulamento da prova – Did Not End) |  |  |     |                  |